# Lada (gudinna)
Lada var vårens, äktenskapets och kärlekens gudinna inom slavisk mytologi.
Det är obekräftat huruvida hon verkligen existerade i slavisk religion, eller är en senare uppfinning. 
Asteroiden 2832 Lada är uppkallad efter henne.